# Publicacions de l'Abadia de Montserrat
Publicacions de l'Abadia de Montserrat és una editorial catalana fundada el 1498, l'entitat editorial en funcionament més antiga del món.
Compta amb un fons editorial de més de 3.000 títols publicats. Les principals matèries que abasta són: la història, l'art, l'assaig, els estudis de llengua i literatura, la religió, la música per a escoles, els cursos de català per a no-catalanoparlants, l'excursionisme i el llibre infantil i juvenil.
Ha tingut activitat des que l'abat García Jiménez de Cisneros, conegut com a abat Cisneros, va instal·lar una impremta pròpia al monestir, que va treballar activament des del 1499 fins al 1524. L'entitat va funcionar fins a la desamortització de 1835, però reprengué l'activitat el 1844. Al segle xx, amb l'impuls de l'abat Antoni Maria Marcet l'activitat editorial del monestir augmentà amb la constitució empresarial, tant amb publicacions en llengua catalana, com també en castellà, llatí i en les diverses llengües d'Europa. Des de mitjans del segle xx, amb la direcció de Josep Massot i Muntaner, s'impulsaren diverses noves col·leccions d'espiritualitat i reflexió religiosa. El 2022, després de la mort del p.Massot, és nomenada Núria Mañé com a directora de l'editorial.
A més de l'edició de llibres, també publica de forma quinzenal i mensual les revistes Serra d'Or, Tretzevents, Documents d'Església, Qüestions de Vida Cristiana, Studia Monastica, Catalan Review i Caplletra.